# Eduardo Augusto Marques

Eduardo Augusto Marques

Eduardo Augusto Marques (* 21. Juli 1867 in Mafra, Portugal; † 10. Juni 1944 in Lissabon, Portugal) war ein portugiesischer Soldat und Politiker.

## Leben
Marques war Militäringenieur der portugiesischen Armee. 1908 sollte er als Hauptmann den Posten des Gouverneurs von Portugiesisch-Timor übernehmen. Marques sollte Oberst José Celestino da Silva ablösen, einen Freund von König Carlos I., der gerade einem Attentat zum Opfer gefallen war. Man befürchtete, dass Silva nicht freiwillig seinen Posten räumen würde, weswegen Marques vom Generaldirektor für Übersee, Hauptmann Gonçalo Pereira Pimenta de Castro begleitet wurde, der im Notfall Silva verhaften sollte. Dieser hatte aber aus gesundheitlichen Gründen inzwischen Hauptmann Jaime Vieira da Rocha als amtsführenden Gouverneur eingesetzt und war mit seiner Frau nach Australien gereist. Als Silva nach Dili zurückkehrte, bot er sogar seine Hilfe an, da Castros Vater General Joaquim Pimenta de Castro ein Freund von Silva war. Marques errichtete in seiner Dienstzeit den ersten Militärposten auf der Insel Atauro und ließ einen experimentellen Bauernhof in Liquiçá aufbauen. Marques blieb Gouverneur Portugiesisch-Timors bis 1909 und war dann vom 22. September 1909 bis zum 17. Dezember 1910 Gouverneur von Macau.
Marques erreichte den Rang eines Generals. Vom 8. Juli 1929 bis zum 31. Januar 1931 folgte er António de Oliveira Salazar im Amt des Ministers für die Kolonien in der Ditadura Nacional (Nationale Diktatur) und danach Präsident der Câmara Corporativa, einer der beiden Parlamentskammern, im Estado Novo. 1933 war er Oberbefehlshaber der Armee (Chefe do Estado-Maior do Exército).
Marques verfasste mehrere Werke zu den portugiesischen Kolonien.

## Auszeichnungen
Marques erhielt mehrere Auszeichnungen: das Großkreuz des Christusordens, das Großkreuz des Ritterordens von Avis und das Großkreuz des Ordens des Império Colonial.
Während der Zeit des Estado Novo wurde der Ort Bazartete nach dem ehemaligen Gouverneur in Vila Eduardo Marques umbenannt.